# Рисовый конёк
Рисовый конёк (лат. Anthus rufulus) — вид мелких воробьинообразных птиц семейства трясогузковых. Оседлые птицы, обитающие и гнездящиеся в степных областях (кустарниках, пастбищах и полях) Южной Азии до Филиппин на востоке. Описан французским орнитологом Луи Жан Пьером Вьейо в 1818 году.
Длина тела до 15 см. Непримечательный на вид, верх серо-коричневый цвет с пестринами. Низ светлый с пестринами на груди. Длинные ноги и хвост. Длинный тёмный клюв. Молодые особи окрашены ярче, чем взрослые. Половой диморфизм не выражен, то есть самки по внешнему виду не отличаются от самцов. Популяция в северо-западной Индии и Пакистане окрашена светлее, а популяция из Западных Гат крупнее, темнее и пёстрее, чем типовая популяция.
Зимой в регион обитания рисового конька мигрируют другие, очень похожие виды коньков — степной конёк (Anthus richardi) и конёк Годлевского (Anthus godlewskii). Рисовый конёк меньше и плотнее, имеет более короткий хвост и более слабый трепещущий полёт. Сильно отличается крик птиц. Полевой конёк (Anthus campestris) меньше пестрин на спинной стороне и более длинный хвост. Популяция Западных Гатов может показаться очень похожей на нильгирийского конька (Anthus nilghiriensis).
Широко распространённый вид, обитающий на открытой местности, особенно в невысокой траве и на открытом грунте. Быстро бегает по земле, когда взлетает, далеко не улетает.
Рисовый конёк размножается круглый год, но преимущественно в сухой сезон. Птицы могут иметь два и более выводка в год. Гнездо строит на земле под небольшим выступом, пучком травы или на краю куста. Гнезда сплетены из травы и листьев и обычно имеют чашевидную форму. Открытые гнёзда иногда бывают куполообразными или полукупольными, с длинной травой сзади и по бокам, выступающей сверху. Гнёзда выстилаются более мелкой травой или корнями, а иногда и небольшим количеством сухого мха, папоротника или другого материала у основания гнезда. Обычная кладка — три-четыре яйца зеленоватого цвета и многочисленными маленькими коричневыми пятнышками. При тревоге возле гнезда птицы порхают поблизости со слабыми криками. Птицы-родители также могут симулировать травмы, чтобы отвлечь хищников. Клещи вызывают чешуйчатые поражения ног. Питается в основном мелкими насекомыми, но поедает более крупных жуков, крошечных улиток, червей и так далее при ходьбе по земле. Также может преследовать насекомых, таких как комары или термиты, в воздухе.